# Xavier Deluc
Xavier Deluc (Caen, 18 marzo 1958) è un attore, regista teatrale e sceneggiatore francese.

## Biografia
Cresciuto in un collegio di Lisieux, Deluc si è formato al Cours Florent di Parigi. Qui ha fatto la conoscenza di Robert Hossein, che gli ha affidato un ruolo nella sua opera teatrale Cime tempestose, tratto dall'omonimo libro di Emily Brontë. Deluc appartiene alla Chiesa di Scientology dal 1988 e nel 1991 ha fondato l'associazione Non à la drogue, oui à la vie.
Ha scritto il suo primo romanzo Ton écho ne meurt pas, pubblicato da France Europe Éditions nel 2007.

## Filmografia

### Cinema
- Les Surdoués de la première compagnie, regia di Michel Gérard (1981)
- Belles, blondes et bronzées, regia di Max Pécas (1981)
- Les Branchés à Saint-Tropez, regia di Max Pécas (1983)
- La Triche, regia di Yannick Bellon (1984)
- Diesel, regia di Robert Kramer (1985)
- Shocking Love (On ne meurt que deux fois), regia di Jacques Deray (1985)
- La Tentation d'Isabelle, regia di Jacques Doillon (1985)
- États d'âme, regia di Jacques Fansten (1986)
- Héroïne (Captive) regia di Paul Mayersberg (1986)
- Beau temps mais orageux en fin de journée, regia di Gérard Frot-Coutaz (1986)
- Cours privé, regia di Pierre Granier-Deferre (1986)
- La Brute, regia di Claude Guillemot (1987)
- Cayenne Palace, regia di Alain Maline (1987)
- Ne réveillez pas un flic qui dort, regia di José Pinheiro (1988)
- El pianista di Mario Gas (1988)
- Le Genre humain, première partie: Les Parisiens, regia di Claude Lelouch (2004)
- Un printemps à Paris, regia di Jacques Bral (2006)
- Marié(s) ou presque, regia di Franck Llopis (2007)
- Tombé d'une étoile, regia di Xavier Deluc (2007)

### Televisione
- La piovra 6 - L'ultimo segreto - serie TV (1992)
- Suor Therese - serie TV, episodio 1x3 (2004)
- L'Instit - serie TV (2004)
- La Battante - miniserie TV (2005)
- Dolmen - miniserie TV (2005)
- Alice Nevers - Professione giudice (Alice Nevers: Le juge est une femme) - serie TV, episodio 4x1 (2005-2019)
- Il commissario Moulin (Commissaire Moulin) - serie TV (2005)
- Quai nº1 - serie TV (2006)
- Joséphine, ange gardien - serie TV (2006)
- Sulle tracce del crimine (Section de recherches) - serie TV (2006-2022)
- Joséphine, ange gardien: les perchés! - serie TV, episodio 21x1 (2021)
- Tomorrow Is Ours - Il domani è nostro (Demain nous appartient) - serie TV (2021-in corso)

## Doppiatori italiani
- Massimo Lodolo in Suor Therese